# Джукич-Деянович, Славица
Сла́вица Джу́кич-Дея́нович (серб. Славица Ђукић-Дејановић; род. 4 июля 1951, Рача, Сербия) — сербский политический деятель, председатель Скупщины, и. о. Президента Сербии.

## Биография
В 1976 году окончила медицинский факультет в Белграде по специальности «нейропсихиатрия», в 1986 году получила докторскую степень.
Членом Социалистической партии Сербии является с момента её основания в 1990 году.
С октября 2000 по январь 2001 года занимала пост министра по делам семьи в так называемом переходном правительстве Сербии, неоднократно избиралась депутатом парламента Союзной Югославии и Республики Сербии.
5 апреля 2012 года стала временно исполняющей обязанности главы государства после отставки президента Бориса Тадича.
С 27 июля 2012 по 27 апреля 2014 года занимала пост министра здравоохранения в правительстве Ивицы Дачича.
С 16 апреля 2014 по 3 июня 2016 года — депутат Народной Скупщины. Председатель Комитета (совета) по здоровью и семье. В это же время, с августа 2014 до августа 2016 года была директором крупнейшей клиники по психическим заболеваниям в Сербии.
С 11 августа 2016 года она министр без портфеля в правительстве Сербии, отвечающего за демографию и популяционную политику.

## Личная жизнь
Замужем за Ранком Деяновичем, имеет сына Душана, внука Филиппа и внучку Нину. Живёт в Крагуеваце.